# Robert James Manion

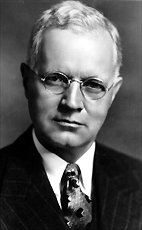
Robert Manion

Robert James Manion PC MC (* 19. November 1881 in Pembroke, Ontario, Kanada; † 2. Juli 1943 in Ottawa) war ein kanadischer Arzt und Politiker, der von Juli 1938 bis Mai 1940 Vorsitzender der Konservativen Partei Kanadas war.

## Leben
Nach dem Schulbesuch studierte Manion Medizin an der Queen’s University in Kingston und war nach Abschluss des Studiums als Arzt tätig. Zur Zeit des Ersten Weltkrieges trat er 1915 als Sanitätsoffizier in das Royal Canadian Army Medical Corps ein und diente in dessen 21. Bataillon. Für seine Tapferkeit bei den Gefechten um Vimy während der Schlacht von Arras 1917 wurde er mit dem Military Cross ausgezeichnet.
Seine politische Laufbahn begann Manion, als er als Kandidat der Unionisten bei der Unterhauswahl am 17. Dezember 1917 erstmals zum Mitglied in das Unterhaus gewählt wurde und dort zuerst den Wahlkreis Fort William and Rainy River sowie nach der Unterhauswahl vom 29. Oktober 1925 den Wahlkreis Fort William.
Am 22. September 1921 übernahm er im 11. Kabinett Kanadas unter der Führung von Premierminister Arthur Meighen erstmals ein Regierungsamt und war bis zum 28. Dezember 1921 Minister für die zivile Wiedereingliederung von Soldaten.
In dem ebenfalls von Premierminister Meighen gebildeten 13. kanadischen Kabinett war er vom 29. Juni bis zum 12. Juli 1926 zeitgleich kommissarischer Postminister (Postmaster General), Gesundheitsminister, Minister für die zivile Wiedereingliederung von Soldaten, Arbeitsminister sowie Minister für Einwanderung und Kolonisierung. Im Anschluss war er noch bis zum 24. September 1926 Postminister. 1927 kandidierte er für die Funktion des Vorsitzenden der Konservativen Partei, unterlag aber dabei Richard Bedford Bennett.
Am 7. August 1930 legte er sein Mandat im Unterhaus nieder, nachdem er am 7. August 1930 im 15. Kabinett Kanadas von Premierminister Richard Bedford Bennett Minister für Eisenbahnen und Kanäle wurde und dieses Amt bis zum 23. Oktober 1935 bekleidete. Am 25. August 1930 wurde er allerdings in einer Nachwahl (By-election) im Wahlkreis Fort William wieder zum Abgeordneten des Unterhauses gewählt.
Bei der Unterhauswahl vom 14. Oktober 1935 erlitt er eine Wahlniederlage und schied aus dem Unterhaus aus. Bei einer Nachwahl im Wahlkreis London am 14. November 1938 wurde er abermals zum Abgeordneten in das Unterhaus gewählt, verlor dieses Mandat aber dann bei der darauf folgenden Unterhauswahl vom 26. März 1940. Nachdem er im Juli 1938 Nachfolger von Richard Bedford Bennett Vorsitzender der Konservativen Partei geworden war, war er bei dieser Unterhauswahl als Führer der Opposition und Herausforderer von Premierminister William Lyon Mackenzie King, der mit seiner Liberalen Partei die Wahl gewann. Im Anschluss wurde er Mitglied der National Government Party, während Arthur Meighen sein Nachfolger als Vorsitzender der Konservativen Partei wurde.